# Saccolaimus
Saccolaimus — рід мішкокрилих кажанів родини Emballonuridae.

## Поширення
Мешкають в Південно-Східній Азії, Африці та Австралії.

## Морфологія
У найбільшого виду, Saccolaimus peli голова і тіло довжиною 110—157 мм, хвіст довжиною 27—36 мм, передпліччя  довжиною 84—96 мм, вага 92—105 гр. У інших видів голова і тіло довжиною 72—100 мм, хвіст довжиною 20—35 мм, передпліччя  довжиною 62—80 мм, вага 30—60 гр. Забарвлення верхньої частини тіла варіює від червонувато-коричневого до блискучо-чорного; низ блідіший, іноді повністю білий. Волосся перед очима та на міжстегновій мембрані іноді червонувате. У Saccolaimus saccolaimus хутро на верхній поверхні шиї нерегулярно вкрите білими плямами. 

## Поведінка
Це мешканці лісів та рідколісь, які знаходять прихисток в порожнинах дерев, печерах, гробницях, будівлях. Політ акробатичний. Saccolaimus flaviventris зазвичай солітарний, але може утворювати групи до 10 особин. Також цей вид може мігрувати взимку в теплі краї. 

## Види
- Saccolaimus flaviventris (Peters, 1867)
- † Saccolaimus kenyensis Gunnell & Manthi, 2020
- Saccolaimus mixtus (Troughton, 1925)
- Saccolaimus peli (Temminck, 1853)
- Saccolaimus saccolaimus (Temminck, 1838)